# Лаки тенк Мк VI
Лаки тенк Мк VI био је британски тенк из периода пре Другог светског рата.

## Историја
Лаки тенк Мк VI настао је еволуцијом лаких тенкова серије Мк I-V, са само мањим побољшањима.

## Карактеристике
Возач је седео напред и лево, са командиром и нишанџијом/радио-оператером у куполи. Стари радио No.1 замењен је бољим (али и даље лошим) радиом No.7 у задњем делу куполе. Највећа измена дошла је касно у току производње, заменом митраљеза Викерс моделом Беса. Тако су Мк VI-VIB били наоружани слабим и непоузданим митраљезима Викерс калибра 0.303 и 0.50 инча, док је последња тура Мк VIC опремљена митраљезима Беса од 7.92 и 15 mm: други митраљез био је јачи, али још непоузданији и непрецизнији од Викерса у рафалној паљби, због подрхтавања предуге, танке цеви.

### У борби
Мк VIB био је најбројнији тенк Британских експедиционих снага (BEF) у Француској 1940. и, мада предвиђен за извиђање, по нужди је коришћен као борбени тенк - са разумљивим губицима.